# Руданский, Степан Васильевич

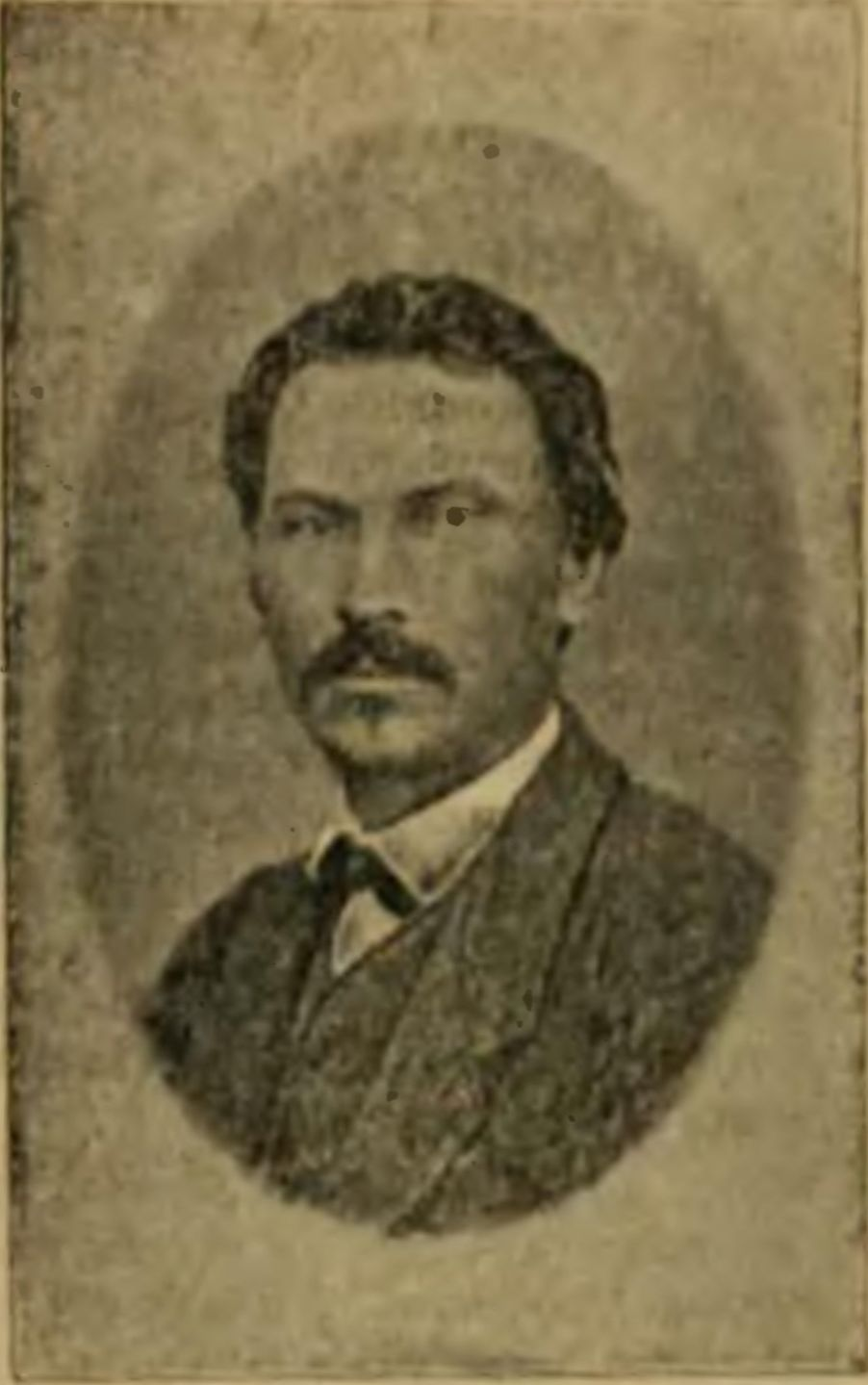
Фото Руданского из книги «Спивомовки» 1921 года издания

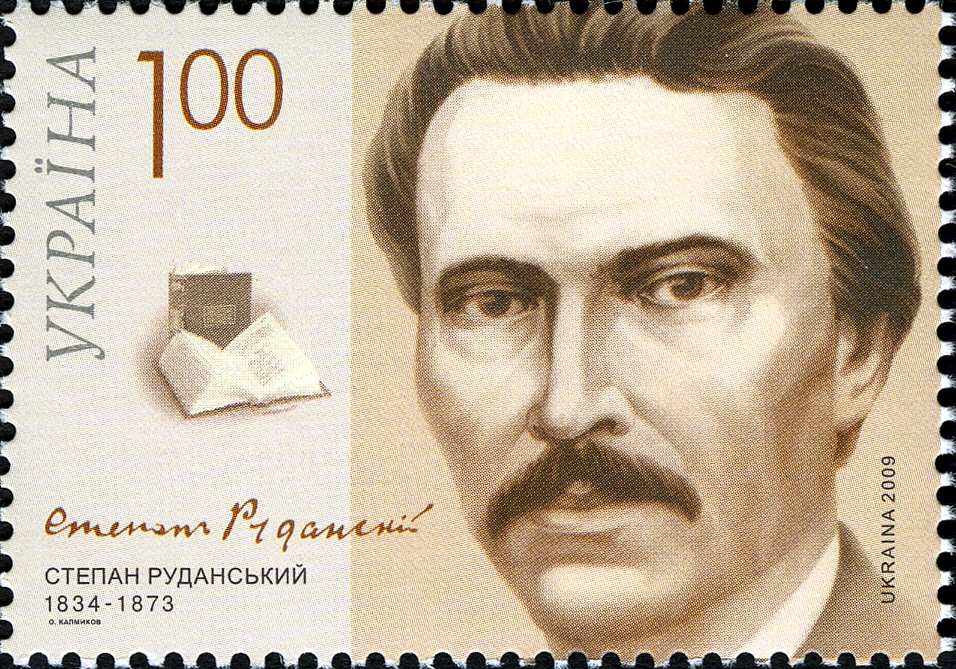
Почтовая марка Украины,
2009 год

Степа́н Васи́льевич Руда́нский (укр. Степа́н Васи́льович Руда́нський; 25 декабря 1833 [6 января 1834], Подольская губерния — 21 апреля [3 мая] 1873, Ялта) — украинский поэт, переводчик и драматург, автор текстов песен; врач по профессии.

## Биография
Родился 25 декабря 1833 (6 января 1834) года в селе Хомутинцы Винницкого уезда, Подольской губернии, Российской империи (ныне Калиновского района Винницкой области Украины) в семье сельского православного священника.
В 1841—1849 годах учился в бу́рсе (духовном училище) в Шаргороде.
В 1849—1855 годах продолжил обучение в Подольской духовной семинарии в Каменце-Подольском. После окончания семинарии как «первый ученик» был направлен на учёбу в Санкт-Петербургскую духовную академию, однако от учёбы в духовной академии отказался и поступил в Санкт-Петербургскую медико-хирургическую академию, перейдя из духовного сословия в мещанское. В 1855—1861 годах обучался в Санкт-Петербурге в медико-хирургической академии.
После окончания медико-хирургической академии Степан Руданский по состоянию здоровья не смог служить в военном ведомстве (у него был туберкулёз). 1 августа 1861 года из медицинского департамента министерства внутренних дел пришло сообщение о назначении Руданского в Ялту на должность городского врача.
В Ялте он совмещал обязанности городского врача, заведующего больницей, карантинного врача в порту и даже врача Ялтинского уезда.
Сменил в Ялте несколько адресов жительства — Бульварная (ныне улица Рузвельта), дом председателя мещанской управы Пономаренко (ныне Севастопольская улица), Дерекойская (ныне Руданского), в последние годы жизни в принадлежащем графине Е. К. Воронцовой на Елизаветинской улице (ныне улица Игнатенко, д. 8 в семье вдовы Авдотьи Широковой, имея там пансион.
Приобрёл вместе с братом небольшой земельный участок под строительство дома. В 1869 году уступил часть своей земли городу для устройства резервуаров для фонтанов (каптажа для бюветов) системы водоснабжения на условиях обучения в городских училищах троих малолетних детей вдовы Авдотьи Широковой за счёт уездного Земства.
В 1869 году его избрали почётным мировым судьёй симферопольско-ялтинского мирового округа.
За активную и плодотворную деятельность Степан Руданский награждён орденом Святого Станислава 3-й степени. Был почётным гражданином. 8 апреля 1868 года, по выслуге лет, произведён в титулярные советники со старшинством с 1 августа 1861 года. В 1870 году имел чин коллежского асессора, дающий право на личное дворянство.
Летом 1872 года в Крыму вспыхнула эпидемия холеры, и Руданский, по долгу карантинного врача и постоянного члена санитарной комиссии города, взялся истреблять источники инфекции и сам заболел. Напряжённая работа, общее ослабление организма вызвали обострение давнего недуга — туберкулёза лёгких.

3 мая 1873 года Руданский скончался. Его похоронили на каменистом холме Массандровского кладбища (ныне — Поликуровский мемориал Ялты).

## Творчество
Писать стихи Руданский начал ещё во время учёбы в семинарии. Его поэтическое творчество не было продолжительным, бо́льшая часть стихотворений написана между 1851 и 1861 годами. В последующие годы Руданский занимался в основном поэтическими переводами.
Основу литературного наследия Руданского составляют три рукописные тетради, начисто переписанные самим автором: «Спивомовки казака Венка́ Руданского. Книжка первая, с 1851 по 1857 гг.», «Спивомовки казака Венка́ Руданского. Книжка вторая, 1857, 1858, 1859» и «Спивомовки казака Венка́ Руданского. 1859—1860. Петрополь» (имя Степан — «стефанос» — с древнегреческого языка переводится как «вено́к»).
15 июля 1861 года Петербургский Цензурный комитет дал разрешение на печать сборника «Ни́ва» «козака́ Вінка́ Руда́нського». Но у поэта не было ни денег, ни времени — ему необходимо было уезжать на службу в Ялту, и книга не увидела свет.
Только некоторые произведения Руданского были напечатаны при жизни автора (в журнале «Основа»). Почти всё поэтическое наследие Руданского многие годы оставалось в рукописях.
Степан Руданский — автор более трёх десятков лирических стихотворений, нескольких баллад, цикла исторических поэм («Олег — князь Киевский», «Павло Полуботок», «Павло Апостол», «Мазепа — гетман украинский», «Иван Скоропада»), больших эпических произведений «Байки мировые», «Царь Соловей», стихотворной пьесы «Чумак», многочисленных искромётных стихотворных юморесок, присказок, литературно обработанных текстов украинских народных песен.
Перевёл на украинский язык «Илиаду» Гомера, «Слово о полку Игореве», поэму «Демон» Михаила Лермонтова, древнегреческую пародию «Батрахомиомахия» (под названием «Омирова война жаб с мышами») и другие произведения.
Руданский — автор слов популярных украинских песен: «Повій, вітре, на Вкраїну» (музыка Л. Александровой), которая долгое время считалась народной, «Гей-гей воли! Чого ж ви стали», «Не дивуйтесь добрi люди» (перевод с польского языка популярного романса «Чёрный цвет»).

## Память

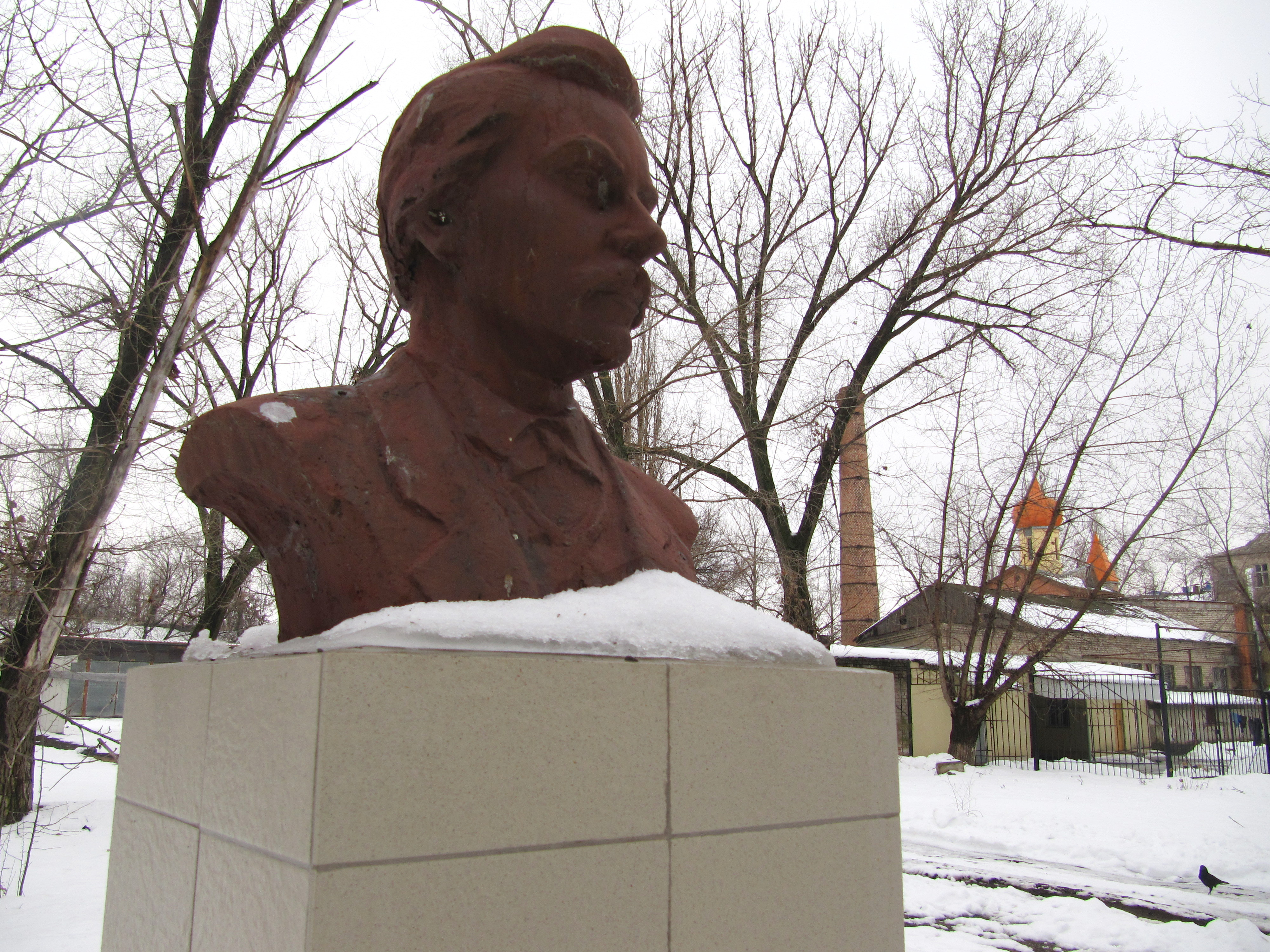
Бюст-памятник врачу и поэту Степану Руданскому в Луганске,
на территории онкодиспансера

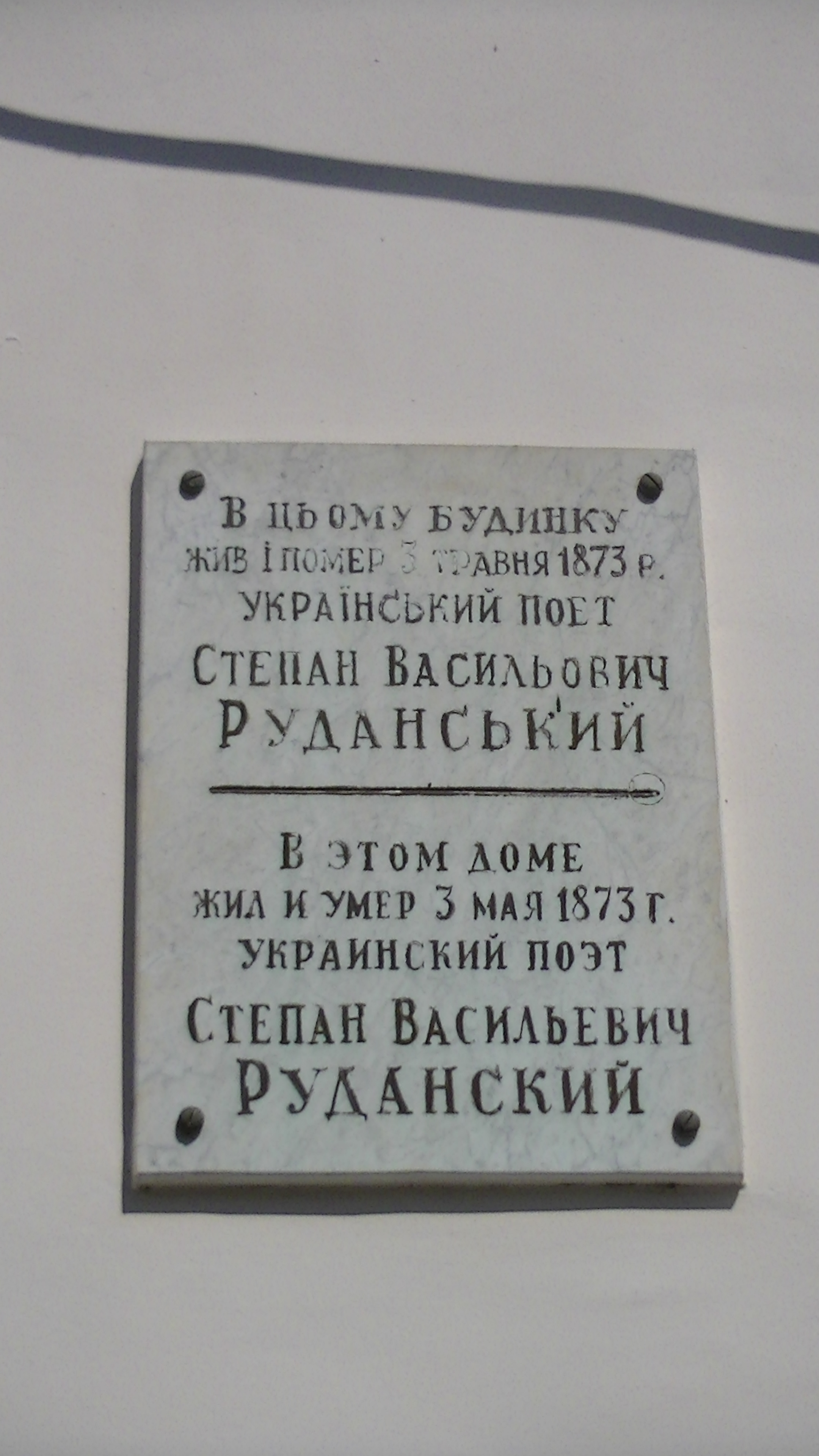
Мемориальная доска на д. 18 по ул. Игнатенко

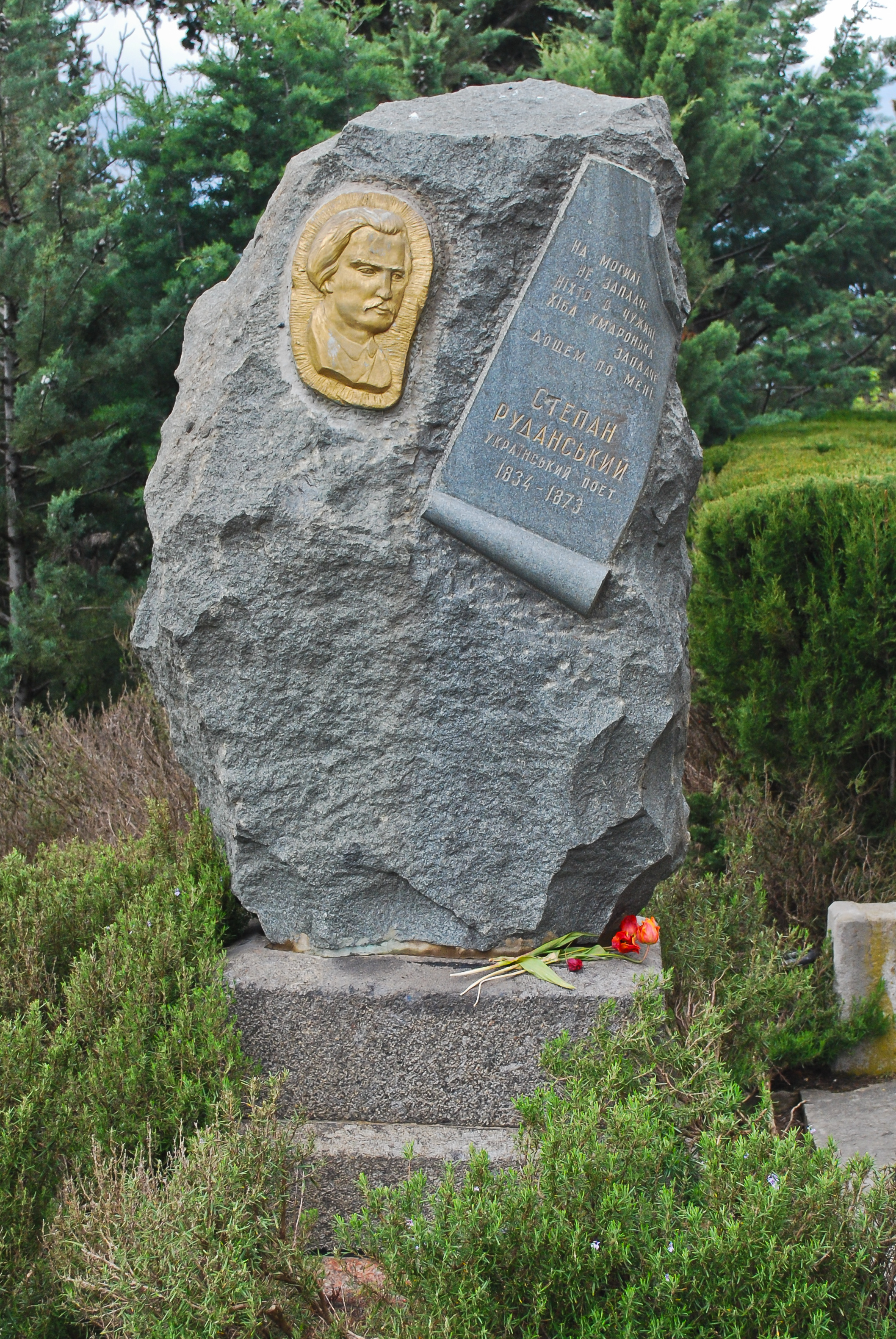
Могила С. В. Руданского на Поликуровском мемориале (Ялта)

- В селе Хомутинцы, на месте дома родителей Степана Руданского, где он родился и вырос, в 1959 году был создан музей Степана Васильевича Руданского.
- В 1922 году село Долговцы Барского района Винницкой области переименовано в Руданское.
- Именем Степана Руданского названа улица в Шевченковском районе Киева, а также улицы в Калиновке, Ялте, Виннице, Донецке, Львове, Черновцах.
- В 2009 году была выпущена почтовая марка Украины, посвященная Руданскому.
- В Ялте именем Степана Руданского назван единственный в городе украинский учебно-воспитательный комплекс № 15 «Гимназия-школа-садик»[5], расположенный по улице Руданского[6]. На д. 18 по улице Игнатенко, в котором жил Руданский, установлена мемориальная доска[7].
- С января 2014 года ялтинская библиотека № 23, расположенная по улице Украинской, носит имя Степана Руданского[8].
- В 2014 году памятник Степану Руданскому установлен в городе Калиновка[9].
- На родине поэта, в Хомутинцах и Калиновке, ежегодно с 1981 года, в январе, проводятся «Дни сатиры и юмора», посвящённые творчеству Степана Руданского.